# Theope zostera
Theope zostera är en fjärilsart som beskrevs av Bates 1868. Theope zostera ingår i släktet Theope och familjen Riodinidae. Inga underarter finns listade i Catalogue of Life.